# ウィリアム・スタイン
ウィリアム・ハワード・スタイン（William Howard Stein、1911年6月25日 - 1980年2月2日）は、アメリカ人の生化学者。ニューヨーク市生まれ。 1929年、 フィリップス・エクセター・アカデミー卒業後、1933年、 ハーヴァード大学を卒業する。 1934年コロンビア大学に、転入し、 1938年、コロンビア大学医科大学院で博士号取得。後に、ニューヨークのロックフェラー研究所（現ロックフェラー大学）の教授務めた。
リボヌクレアーゼの構造と機能に関する研究に対して、クリスチャン・アンフィンセン、スタンフォード・ムーアとともに1972年度のノーベル化学賞を受賞した。